# 井の元町
井の元町（いのもとちょう）は、愛知県名古屋市瑞穂区の地名。丁目は設定されていない。住居表示未実施地域。

## 地理
名古屋市瑞穂区南東部に位置する。東から南は弥富町、西は関取町、北は中根町・白砂町に接する。

## 歴史

### 町名の由来
弥富町の小字名「井ノ元」による。「井之元」とも書かれた。「井」とは泉や流水から水をくみ取る水路などを指し、字井ノ元の南側の境界に水路があったのだという。

### 行政区画の沿革
- 1971年（昭和46年）4月20日 - 瑞穂区弥富町字井ノ元・松井・横手・菅田田・五反田および中根町5丁目・白砂町4丁目の各一部により、同区井の元町として成立[1]。

## 世帯数と人口
2019年（平成31年）3月1日現在の世帯数と人口は以下の通りである。
| 町丁     | 世帯数  | 人口    |
| -------- | ------- | ------- |
| 井の元町 | 450世帯 | 1,063人 |

### 人口の変遷
国勢調査による人口の推移
| 1970年（昭和45年） | 476人   | [ 5 ]     |  |
| 1975年（昭和50年） | 811人   | [ 5 ]     |  |
| 1980年（昭和55年） | 988人   | [ 6 ]     |  |
| 1985年（昭和60年） | 1,073人 | [ 6 ]     |  |
| 1990年（平成2年）  | 1,149人 | [ 7 ]     |  |
| 1995年（平成7年）  | 1,117人 | [ 8 ]     |  |
| 2000年（平成12年） | 1,120人 | [ WEB 6 ] |  |
| 2005年（平成17年） | 1,106人 | [ WEB 7 ] |  |
| 2010年（平成22年） | 1,084人 | [ WEB 8 ] |  |

## 学区
市立小・中学校に通う場合、学校等は以下の通りとなる。また、公立高等学校に通う場合の学区は以下の通りとなる。
| 番・番地等 | 小学校               | 中学校               | 高等学校 |
| ---------- | -------------------- | -------------------- | -------- |
| 全域       | 名古屋市立中根小学校 | 名古屋市立萩山中学校 | 尾張学区 |

## 施設
- 名古屋市立中根小学校[3]

## その他

### 日本郵便
- 郵便番号 : 467-0057[WEB 3]（集配局：瑞穂郵便局[WEB 11]）。

### WEB
1. ↑  “愛知県名古屋市瑞穂区の町丁・字一覧”.   人口統計ラボ. 2019年3月21日閲覧。
2. 1 2  “町・丁目(大字)別、年齢(10歳階級)別公簿人口(全市・区別)”.   名古屋市 (2019年3月20日). 2019年3月21日閲覧。
3. 1 2  “郵便番号”.  日本郵便. 2019年3月17日閲覧。
4. ↑  “市外局番の一覧”.   総務省. 2019年1月6日閲覧。
5. ↑  名古屋市役所市民経済局地域振興部住民課町名表示係 (2015年2月10日). “瑞穂区の町名一覧”.   名古屋市. 2015年10月8日閲覧。
6. ↑  名古屋市役所総務局企画部統計課統計係 (2005年7月1日). “（刊行物）名古屋の町(大字)・丁目別人口 (平成12年国勢調査) (8)瑞穂区(第1表から第3表)” (xls). 2015年10月15日閲覧。
7. ↑  名古屋市役所総務局企画部統計課統計係 (2007年6月27日). “（刊行物）名古屋の町(大字)・丁目別人口 (平成17年国勢調査) (8)瑞穂区(第1表から第3表）” (xls). 2015年10月15日閲覧。
8. ↑  名古屋市役所総務局企画部統計課統計係 (2012年4月22日). “（刊行物）名古屋の町(大字)・丁目別人口 (平成22年国勢調査) (8)瑞穂区(第1表から第3表）” (xls). 2015年10月15日閲覧。
9. ↑  “市立小・中学校の通学区域一覧”.   名古屋市 (2018年11月10日). 2019年1月14日閲覧。
10. ↑  “平成29年度以降の愛知県公立高等学校（全日制課程）入学者選抜における通学区域並びに群及びグループ分け案について”.   愛知県教育委員会 (2015年2月16日). 2019年1月14日閲覧。
11. ↑  郵便番号簿 平成29年度版 - 日本郵便. 2019年03月21日閲覧 (PDF)

### 書籍
1. 1 2  瑞穂区制施行50周年記念事業実行委員会 1994, p. 605.
2. 1 2  「角川日本地名大辞典」編纂委員会 1989, p. 1517.
3. 1 2  名古屋市計画局 1992, p. 379.
4. 1 2 3  木全秀視 2007, p. 119.
5. 1 2  名古屋市総務局統計課 1977, p. 53.
6. 1 2  名古屋市総務局統計課 1986, p. 75.
7. ↑  名古屋市総務局企画部統計課 1991, p. 42.
8. ↑  名古屋市総務局企画部統計課 1996, p. 113.